# Antonio Manuel Martínez Morales
Antonio Manuel Martínez Morales, conegut en l'àmbit esportiu com a Antón, (Bilbao, 19 d'octubre de 1944) és un exfutbolista basc que jugava com a defensa. Va ser internacional amb la selecció espanyola.

## Clubs
| Club             | Lliga   | Any       |
| ---------------- | ------- | --------- |
| Reial Betis      | Espanya | 1964-1969 |
| València CF      | Espanya | 1968-1975 |
| Reial Valladolid | Espanya | 1975-1977 |

## Palmarès
- Lliga amb el València CF l'any 1971.
- 5 vegades internacional amb Espanya.
- Va debutar amb la selecció espanyola a Mèxic D.F. el 23 d'abril de 1969 contra Mèxic.[2]